# Лыжные гонки на зимних Олимпийских играх 1984 — эстафета 4×10 км (мужчины)
Соревнования по лыжным гонкам в эстафете среди мужчин на зимних Олимпийских играх 1984 года прошли 16 февраля. Местом проведения соревнований стал лыжно-биатлонный комплекс «Велико Поле» в Игмане. В эстафете приняли участие 18 национальных сборных.
К третьему этапу определились два лидера — команды Швеции и СССР. На последний этап от этих команд вышли победители первых двух гонок турнира — швед Гунде Сван (30 км) и представитель Советского Союза Николай Зимятов (15 км), эстафету их партнёры передали им с разницей менее, чем в секунду. Свану удалось оторваться от Зимятова, но на одном из поворотов он въехал в снег и упал, потеряв около пяти секунд, однако имевшегося запаса шведам хватило для победы. По воспоминаниям Александра Завьялова, шведы имели преимущество на равнинных участках за счёт того, что использовали новую технику лыжного хода — «полуконёк».
Занявшая 15-е место сборная Монголии была дисквалифицирована после того, как 18 февраля в крови бежавшего на первом этапе Пурэвжавына Батсуха был обнаружен допинг — анаболический стероид.

## Медалисты
| Золото                                                              | Серебро                                                                          | Бронза                                                                   |
| Швеция · Томас Вассберг · Бенни Кольберг · Ян Оттоссон · Гунде Сван | СССР · Александр Батюк · Александр Завьялов · Владимир Никитин · Николай Зимятов | Финляндия · Кари Ристанен · Юха Мието · Харри Кирвесниеми · Аки Карвонен |

## Результаты
| Место | Номер | Команда                                                                                               | Время                                     | Отставание |
| ----- | ----- | --- | ----------------------------------------- | ---------- |
| 1     | 5     | Швеция · Томас Вассберг · Бенни Кольберг · Ян Оттоссон · Гунде Сван                                   | 1:55.06,3 28.47,0 28.47,9 29.04,1 28.27,2 | —          |
| 2     | 1     | СССР · Александр Батюк · Александр Завьялов · Владимир Никитин · Николай Зимятов                      | 1:55.16,5 28.57,6 28.25,1 29.15,8 28.38,0 | +10,2      |
| 3     | 3     | Финляндия · Кари Ристанен · Юха Мието · Харри Кирвесниеми · Аки Карвонен                              | 1:56.31,4 30.21,6 28.36,2 28.35,0 28.58,6 | +1.25,1    |
| 4     | 2     | Норвегия · Ларс Эрик Эриксен · Ян Линдвалль · Уве Эунли · Тор Хокон Холте                             | 1:57.27,6 30.14,6 28.43,7 28.24,1 30.05,2 | +2.21,3    |
| 5     | 7     | Швейцария · Гидон, Гьяшем или Дитмар Ноклер? · Конрад Халленбартер · Йоос Амбюль · Анди Грюненфельдер | 1:58.06,0 29.42,9 29.48,7 29.28,5 29.05,9 | +2.59,7    |
| 6     | 4     | ФРГ · Йохен Беле · Штефан Доцлер · Франц Шёбель · Петер Ципфель ·                                     | 1:59.30,2 30.05,8 29.54,7 29.37,3 29.52,4 | +4.23,9    |
| 7     | 6     | Италия · Маурилио Де Зольт · Альфред Рунггальдьер · Джулио Капитанио · Джорджо Ванцетта               | 1:59.30,3 30.21,4 30.26,6 29.47,0 28.55,3 | +4.24,0    |
| 8     | 8     | США · Дан Саймоно · Тим Колдуэлл · Джеймс Галанес · Билл Кох                                          | 1:59.52,3 29.36,4 31.43,0 29.14,7 29.18,2 | +4.46,0    |
| 9     | 13    | ГДР · Карстен Брандт · Уве Вюнш · Франк Шрёдер · Уве Белльман                                         | 2:02.13,9 32.06,3 29.35,1 30.48,0 29.44,5 | +7.07,6    |
| 10    | 10    | Болгария · Светослав Атанасов · Атанас Симидчиев · Милуш Иванчев · Христо Барзанов                    | 2:03.17,6 31.48,4 30.25,5 30.17,1 30.46,6 | +8.11,3    |
| 11    | 16    | Австрия · Андреас Гумпольд · Франц Гаттерманн · Петер Юрич · Алоис Штадлобер                          | 2:04.39,0 32.59,1 30.59,7 30.35,6 30.04,6 | +9.32,7    |
| 12    | 11    | Югославия · Иво Черман · Йоже Клеменчич · Янеж Кршинар · Душан Джуришич                               | 2:04.42,8 31.38,2 31.47,9 30.49,4 30.27,3 | +9.36,5    |
| 13    | 9     | Япония · Кадзунари Сасаки · Хидэаки Ямада · Сатоси Сато · Юсэй Накадзава                              | 2:06.42,5 32.54,0 30.56,6 31.14,1 31.37,8 | +11.36,2   |
| 14    | 12    | Великобритания · Марк Мур · Эндрю Роулин · Майк Диксон · Джон Спотсвуд                                | 2:10.09,9 32.31,8 32.19,3 33.17,5 32.01,3 | +15.03,6   |
| 15    | 14    | Китай · Сун Ши · Ли Сяомин · Лин Гуанхао · Чжу Дянфа                                                  | 2:16.52,4 34.12,8 34.47,4 34.00,8 33.51,4 | +21:46,1   |
| 17    | 15    | Аргентина · Хулио Морески · Норберто Бауманн · Рикардо Холлер · Алехандро Баратта                     | 2:27.07,1 37.05,9 35.30,9 37.29,3 37.01,0 | +32:00,8   |
| —     | 17    | Монголия · Пурэвжавын Батсух · Вангансурэнгийн Рэнчинхорол · Дондогийн Ганхуяг · Лувсандашийн Дорж    | 2:16.01,6 34.35,4 35.09,3 33.11,1 33.05,8 | DSQ        |